# Kent Jones
Daryl Kent Jones (Tallahassee, 14 aprile 1993) è un rapper statunitense.

## Biografia
Nato a Tallahassee nel 1993, ha iniziato ad avvicinarsi al mondo della musica da bambino, cantando nelle chiese locali e suonando la batteria assieme allo zio. Durante l'adolescenza ha imparato a suonare il piano e l'organo Hammond, studiando in contemporanea la teoria musicale; nello stesso periodo si è particolarmente avvicinato alla musica jazz, soprattutto alle opere di Quincy Jones.
Nel 2013 Jones ha iniziato a lavorare con il duo di produttori Cool & Dre presso la loro etichetta Epidemic Records. L'anno successivo i due hanno presentato il rapper a DJ Khaled, che gli ha fatto ricevere due contratti con la We the Best e la Epic Records, e il 27 luglio 2015 ha pubblicato il suo mixtape di debutto Tours. Uno dei brani ivi contenuto, Don't Mind, è divenuto rapidamente popolare sui social e nello specifico sulla piattaforma musical.ly, venendo così estratto come singolo nell'aprile 2016. Durante l'estate la canzone ha raggiunto l'8º posto della Billboard Hot 100 e ha scalato le classifiche di svariati paesi. In contemporanea ha lavorato alla colonna sonora del videogioco NBA 2K16, prendendo parte al brano 365 di DJ Khaled assieme ad Ace Hood e Vado.

## Discografia

### Mixtape
- 2015 – Tours
- 2016 – Too Much Too Soon
- 2017 – The LUH Tape

### Singoli
- 2016 – Don't Mind
- 2016 – Alright
- 2017 – Sit Down (con Ty Dolla Sign, Lil Dicky e E-40)
- 2018 – Merengue
- 2019 – I Like It